# Sergei Nikolajewitsch Firsanow
Sergei Nikolajewitsch Firsanow (russisch Сергей Николаевич Фирсанов, englische Transkription Sergey Firsanov; * 3. Juli 1982 in Welikije Luki) ist ein ehemaliger russischer Radrennfahrer.

## Sportliche Laufbahn
Sergei Firsanow begann seine Karriere 2005 bei dem lettischen Radsportteam Rietumu Bank, nachdem er die U23-Austragung des Giro della Toscana für sich entschieden hatte. 2006 wechselte er dann zu dem russischen Continental Team Premier, wo er aber nur ein halbes Jahr blieb und wieder zurück zu Rietumu Bank ging. In dieser Saison gewann er jeweils eine Etappe bei der Bulgarien-Rundfahrt, wo er auch Gesamtzweiter wurde, und bei der Bałtyk-Karkonosze Tour. 2007 entschied er das Eintagesrennen Memorial Oleg Dyachenko für sich. Nach mehreren Jahren bei verschiedenen Continental Teams wurde er zur Saison 2012 Mitglied im UCI WorldTeam RusVelo.
Bis 2016 entschied Firsanow jährlich die Gesamtwertung eines Etappenrennens für sich: 2008 gewann er Way to Pekin, 2009 La Boucle de l’Artois und den Ringerike Grand Prix, 2010 und 2011 Five Rings of Moscow, 2012 die Vuelta a la Comunidad de Madrid, 2013 die Tour of Kavkaz, 2015 den Grand Prix Adygeja und 2016 die Settimana Internazionale sowie das Eintagesrennen Giro dell’Appennino. Ebenfalls 2016 startete er erstmals beim Giro und belegte Rang 30 in der Gesamtwertung.
Nach zwei schwächeren Jahren 2017 und 2018 ohne zählbare Erfolge wurde im Zuge der Verjüngung des Teams sein Vertrag bei Gazprom-RusVelo nicht verlängert. Damit endete seine Karriere als Radprofi, danach trat er noch bis 2021 gelegentlich bei Rennen in seiner Heimat in Erscheinung. 2021 und 2022 gewann er das Etappenrennen Grand Prix Sotschi.

## Erfolge
2005
- Gesamtwertung Giro della Toscana (U23)

2006
- eine Etappe Bulgarien-Rundfahrt
- eine Etappe Bałtyk-Karkonosze Tour

2007
- Memorial Oleg Dyachenko

2008
- eine Etappe Ringerike Grand Prix
- Gesamtwertung und drei Etappen Way to Pekin
- eine Etappe Slowakei-Rundfahrt

2009
- Gesamtwertung und eine Etappe La Boucle de l’Artois
- Gesamtwertung und eine Etappe Ringerike Grand Prix

2010
- Gesamtwertung und eine Etappe Five Rings of Moscow

2011
- eine Etappe Grand Prix Adygeja
- Gesamtwertung und eine Etappe Five Rings of Moscow

2012
- eine Etappe Grand Prix Adygeja
- Gesamtwertung und eine Etappe Vuelta a la Comunidad de Madrid

2014
- Gesamtwertung und eine Etappe Tour of Kavkaz

2015
- Grand Prix of Sochi Mayor
- Gesamtwertung und eine Etappe Grand Prix Adygeja
- eine Etappe Tour d’Azerbaïdjan

2016
- Gesamtwertung, Bergwertung und eine Etappe Settimana Internazionale
- Giro dell’Appennino

## Grand-Tour-Platzierungen
| Grand Tour            | 2016 | 2017 |
| --------------------- | ---- | ---- |
| Giro d’ItaliaGiro     | 30   | 96   |
| Tour de FranceTour    | –    | –    |
| Vuelta a EspañaVuelta | –    | –    |